# Ichneumon decurtatus
Ichneumon decurtatus là một loài tò vò trong họ Ichneumonidae.